# Hang động băng Kungur

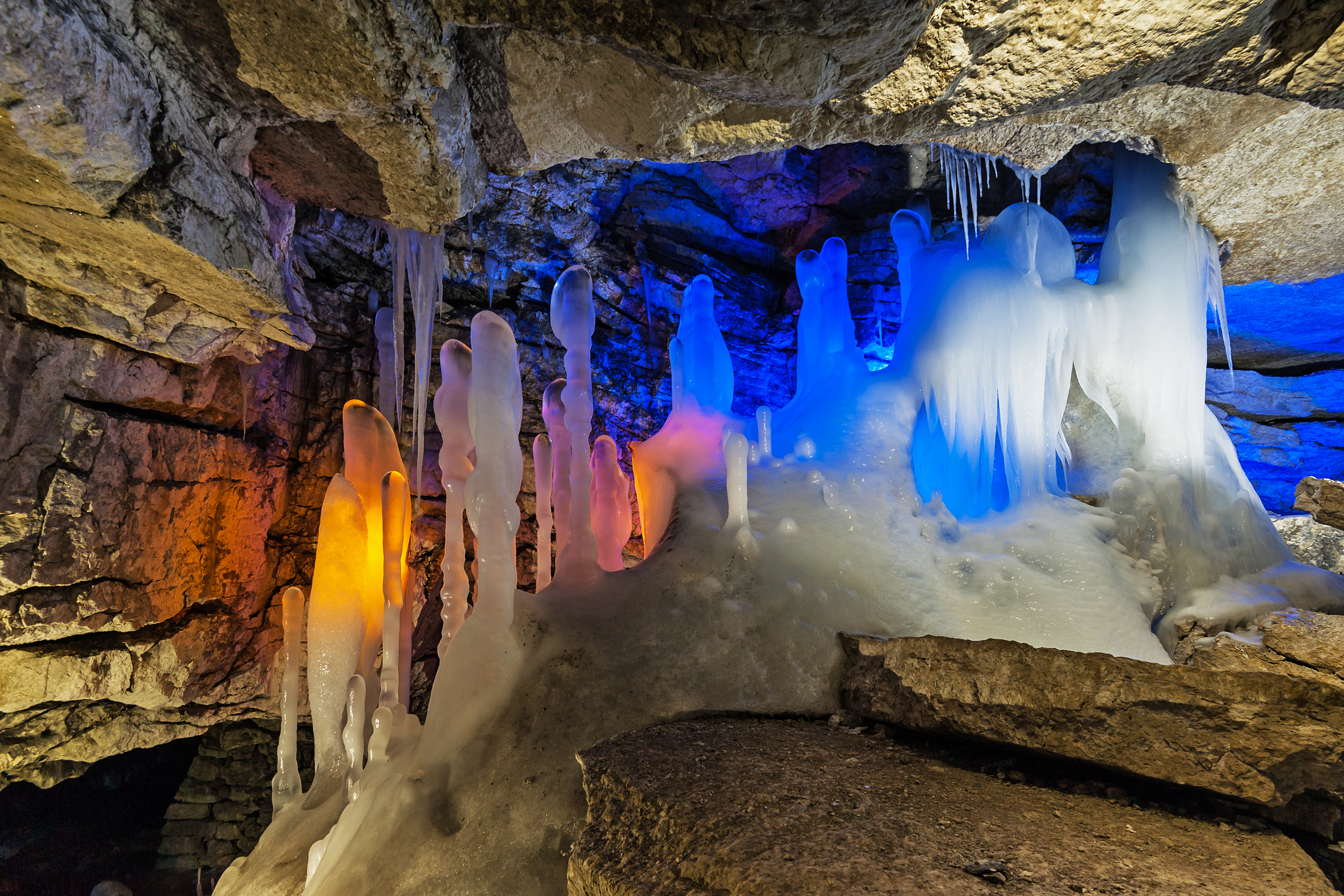

Hang động băng Kungur là một hang động đá vôi ở Ural, gần thị xã Kungur trấn ở Perm Krai, Nga, bên hữu ngạn của sông Sylva. Các hang động nổi tiếng cho sự hình thành băng và là một điểm nhấn du lịch nổi tiếng.
Hang động Kungur được biết đến từ 1703 khi Peter Đại đế đã ban hành chỉ dụ phái nhà địa lý nổi tiếng S.U. Remezov từ Tobolsk trong Kungur. Ông làm việc hiện kế hoạch Uyezd và phác thảo đầu tiên của các hang động này.

## Hình ảnh

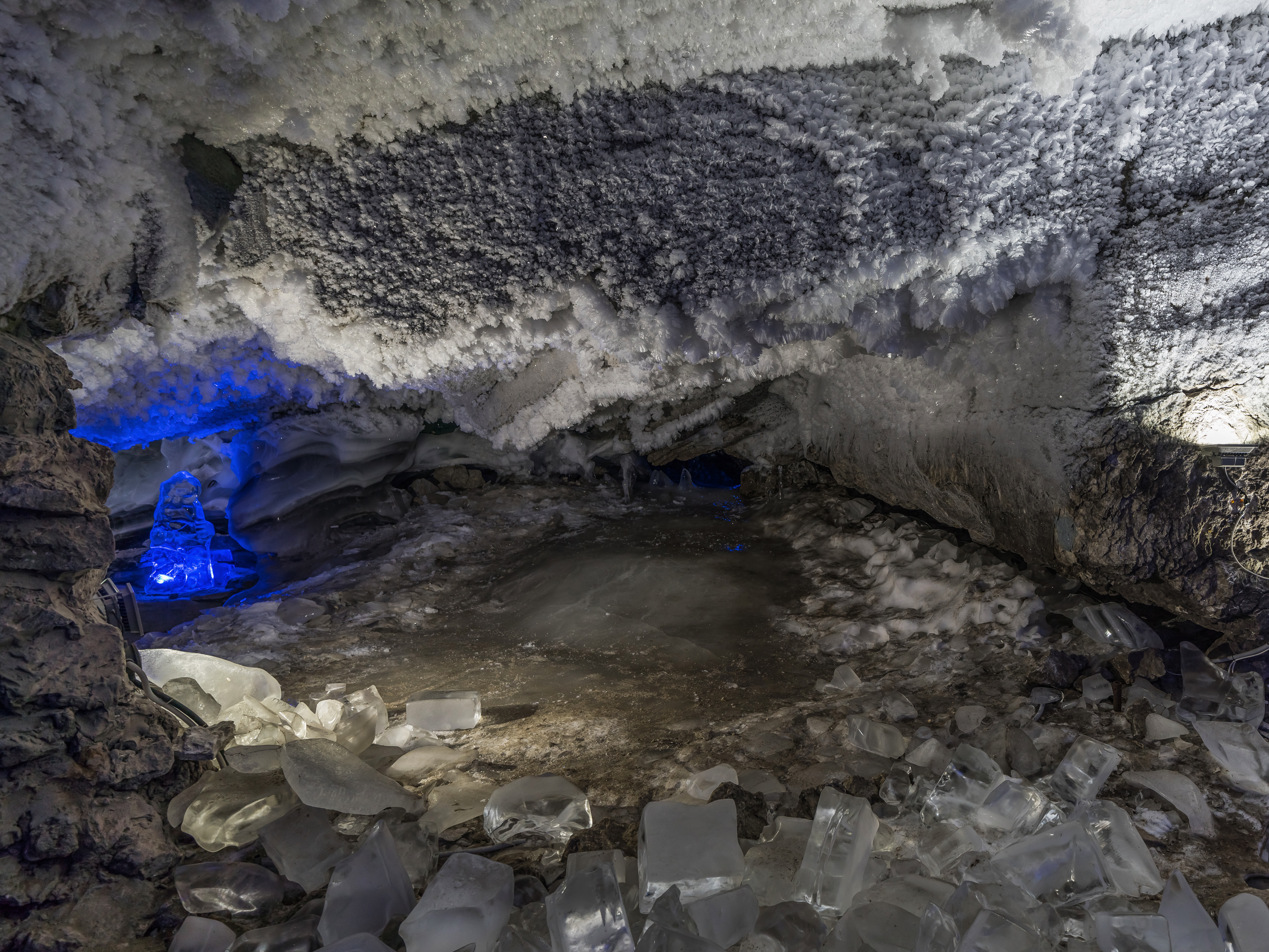
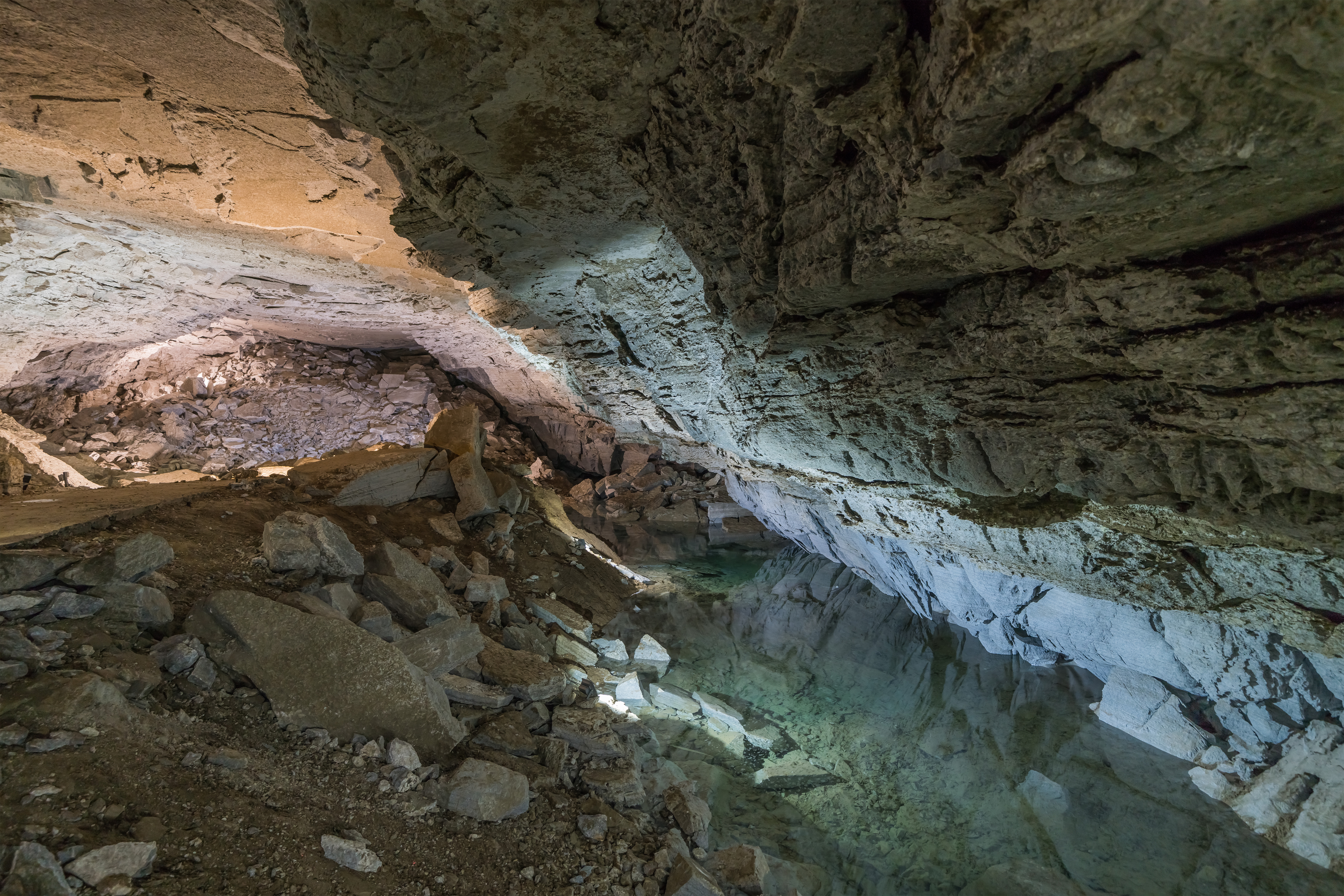
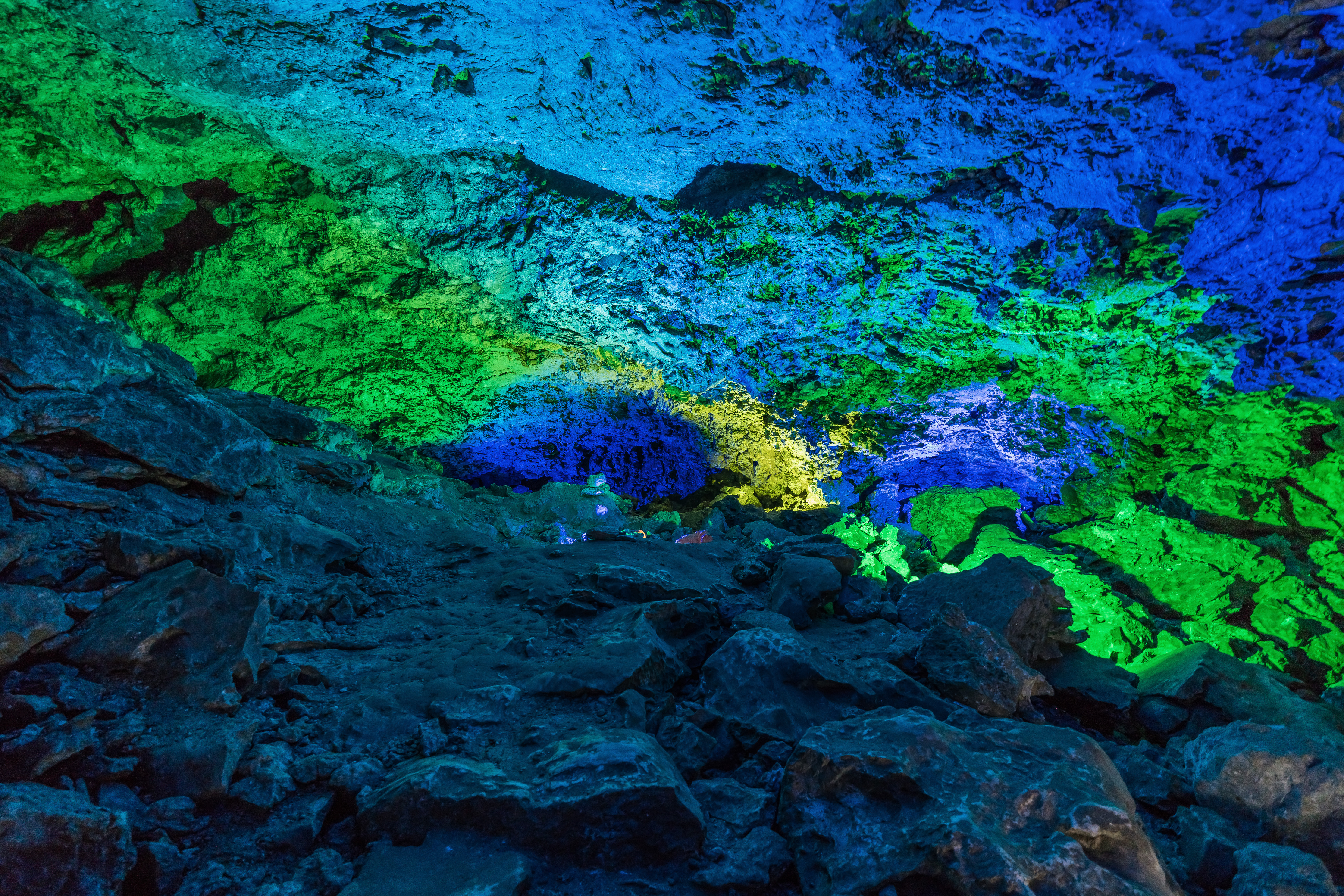
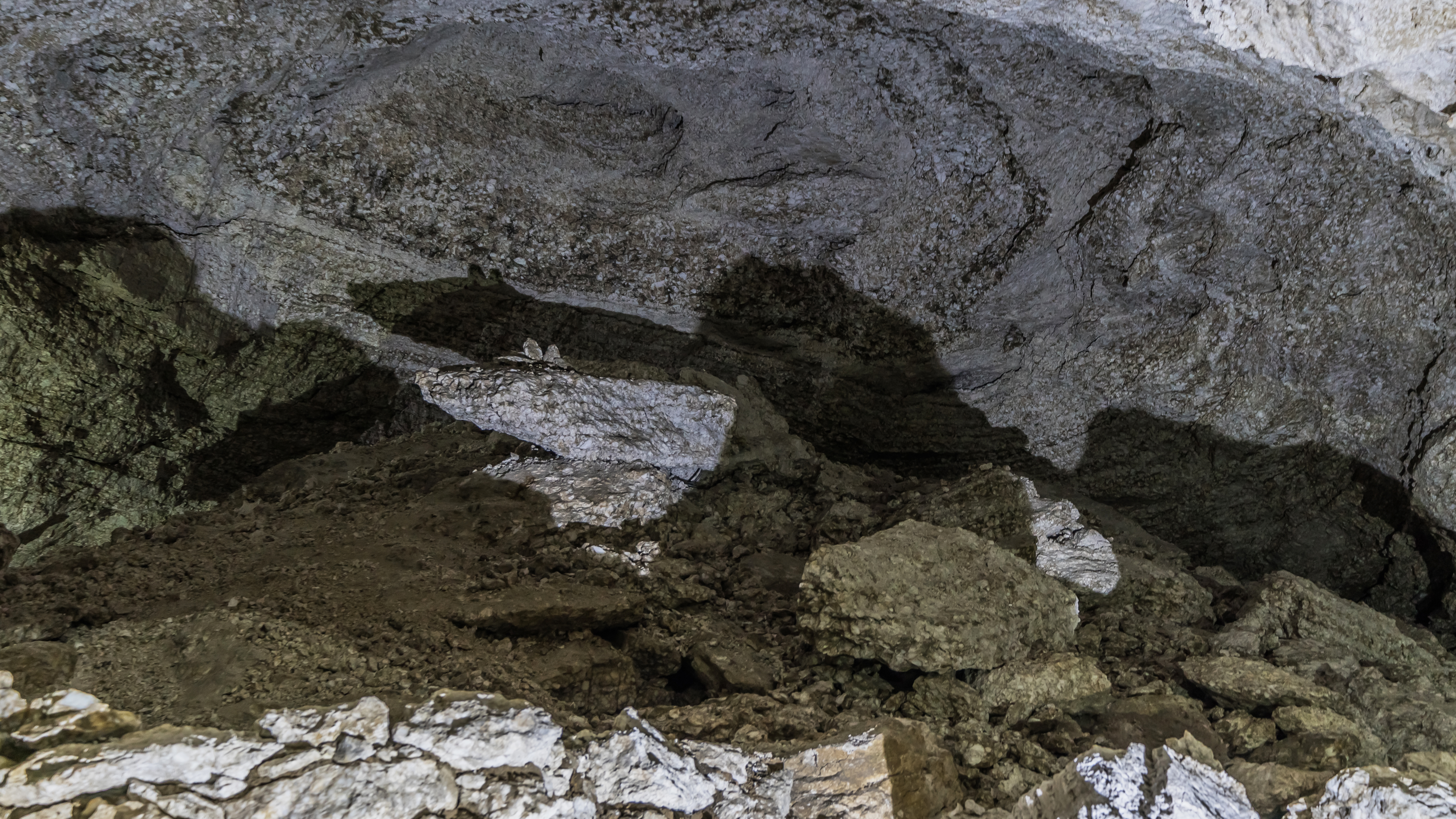
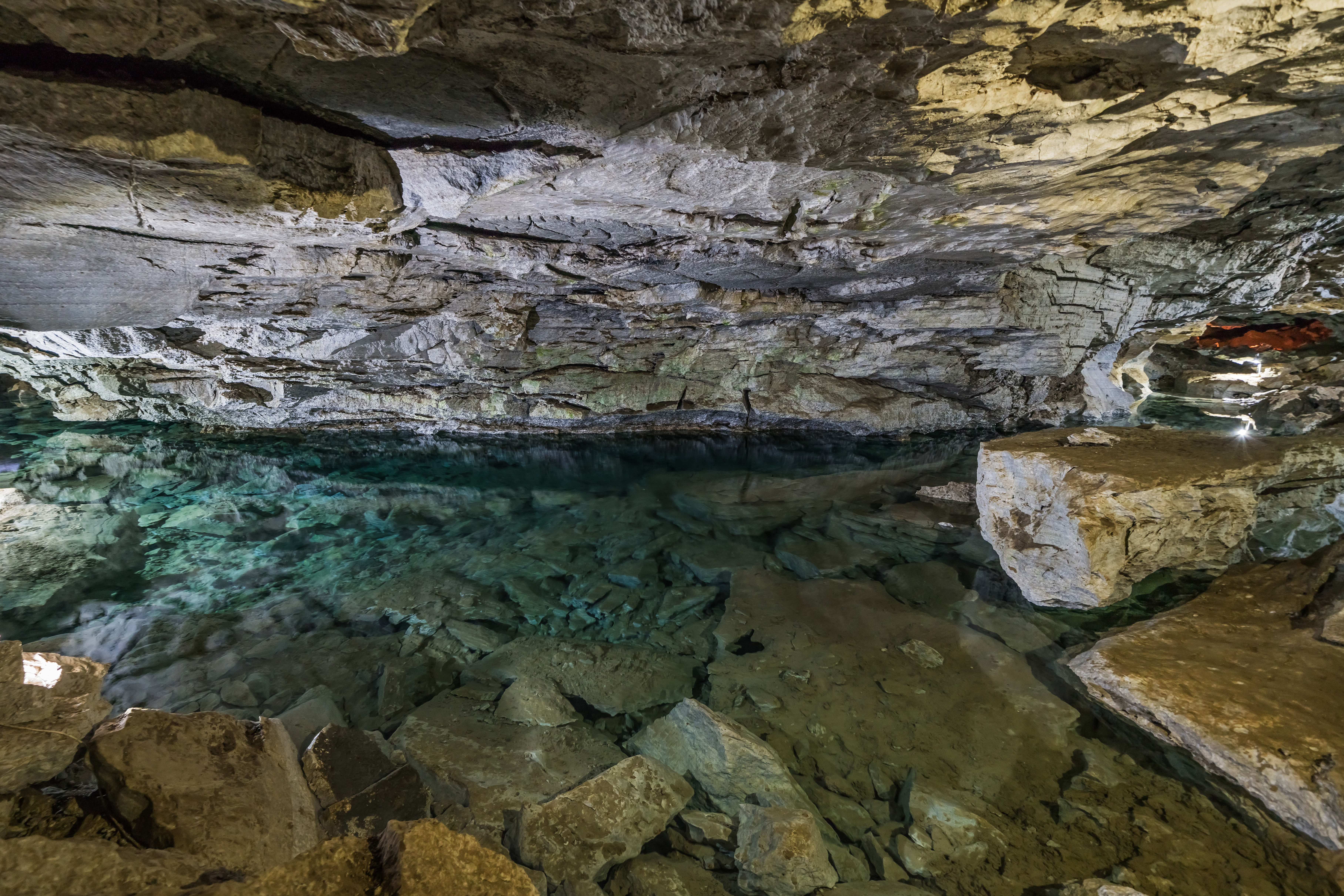
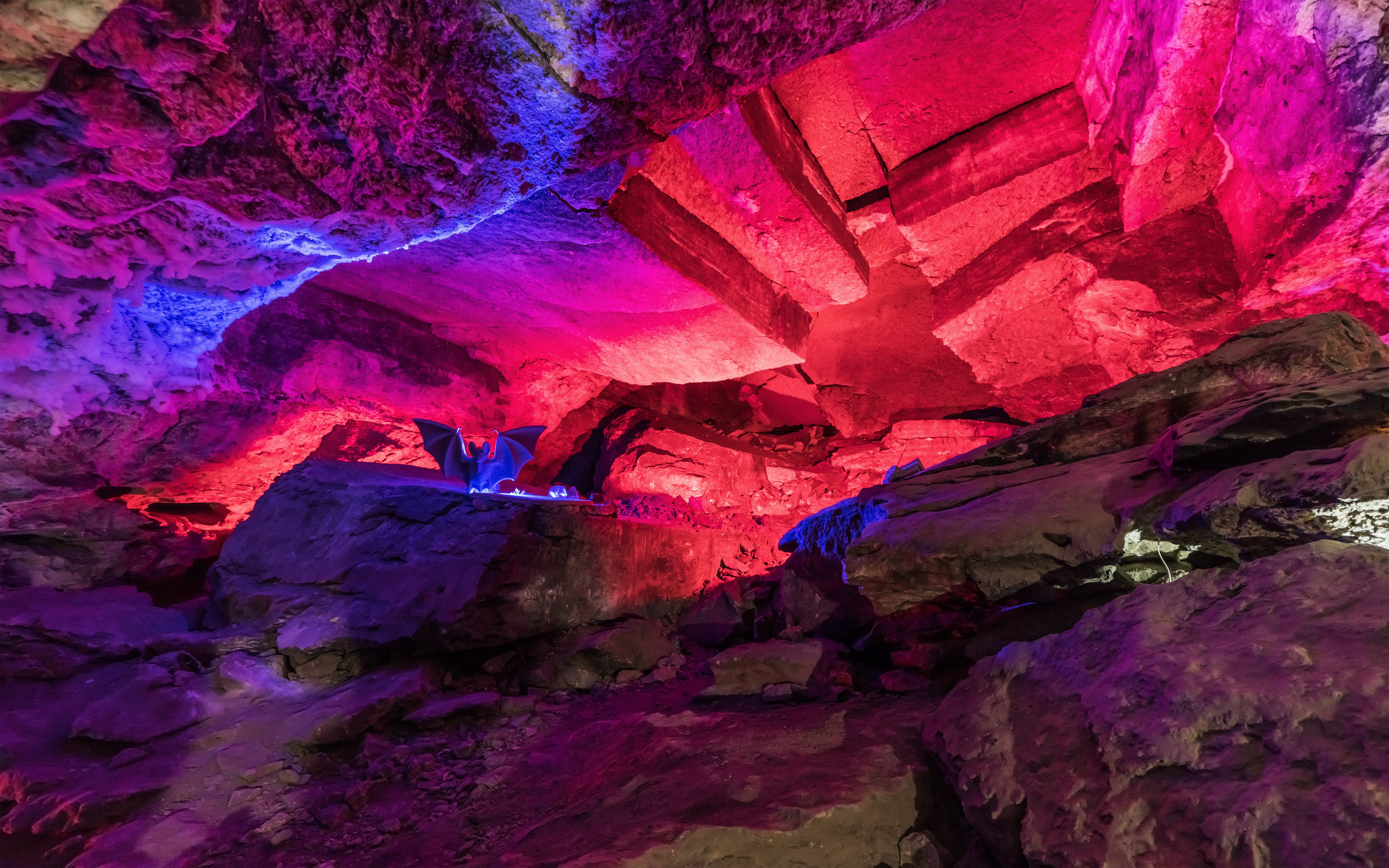